# Hagen Kearney
Hagen Kearney (Bradford, 6 de noviembre de 1991) es un deportista estadounidense que compite en snowboard. Ganó una medalla de oro en el Campeonato Mundial de Snowboard de 2017, en la prueba de campo a través por equipos.

## Medallero internacional
| Campeonato Mundial | Campeonato Mundial     | Campeonato Mundial | Campeonato Mundial         |
| Año                | Lugar                  | Medalla            | Competición                |
| ------------------ | ---------------------- | ------------------ | -------------------------- |
| 2017               | Sierra Nevada (España) | Medalla de oro     | Campo a través por equipos |